# Лек бомбардировач
Лекият бомбардировач е сравнително малък и бърз клас военни самолети, които е оперирал основно преди 1950 г. Такъв самолет би трябвало да не превозва повече от един тон боеприпаси.
Леките бомбардировачи от Първата световна война са били с един двигател и са пренасяли бомби от 50-400 кг. Те често биха могли да служат и като разузнавателен самолет, например Авро 504
Преди Втората световна война, мощността на самолетните двигатели е все още недостатъчна и има няколко вида бомбардировачи: леки, средни и тежки, всички предназначена за определен тип бойни задачи. По-късно, когато изтребителите нарастват достатъчно, за да могат да поемат същите видове товари и да се движат се с по-голяма скорост от леките бомбардировачи, те ги изместват напълно и през 50-те години и терминът отпада от употреба.
Леките бомбардировачи от Втората световна война са били с един двигател или по-рядко, двумоторни, с товароподемност от около 500-1000 кг. Дизайни, които биха могли да бъдат описани като леки бомбардировачи Fairey Battle.
Някои от тях са пикиращите бомбардировачи. Леките бомбардировачи са и единственият вид бомбардировачи оперирали от самолетоносачи. Някои проекти на двумоторни леки бомбардировачи са успешно приложени, като тежки изтребители или нощни изтребители например Бристол Бленхайм.
Леките бомбардировачи са натоварвани с мисии, подобни на тези на съвременните щурмови самолети и изтребители-бомбардировачи.
|  | Тази страница частично или изцяло представлява превод на страницата Light bomber в Уикипедия на английски. Оригиналният текст, както и този превод, са защитени от Лиценза „Криейтив Комънс – Признание – Споделяне на споделеното“, а за съдържание, създадено преди юни 2009 година – от Лиценза за свободна документация на ГНУ. Прегледайте историята на редакциите на оригиналната страница, както и на преводната страница, за да видите списъка на съавторите. ВАЖНО: Този шаблон се отнася единствено до авторските права върху съдържанието на статията. Добавянето му не отменя изискването да се посочват конкретни източници на твърденията, които да бъдат благонадеждни. |